# Aleksy Lasiński
Aleksy Leszek Lasiński (ur. 1901, zm. 1972) – polski dziennikarz i działacz harcerski, w czasie okupacji niemieckiej członek Kujawskiego Związku Polityczno-Literackiego „Zew” (KZPL) oraz Kujawskiego Stowarzyszenia Społeczno-Literackiego (KSSL). 

## Życiorys
W maju 1940 roku został wraz ze Stanisławem Piekarowiczem, zwerbowany przez Adriana Turczynowicza do Kujawskiego Związku Polityczno-Literackiego „Zew”, gdzie wszedł do powołanego przez Turczynowicza, komitetu redakcyjnego tygodnika Ogniwo. W sierpniu 1940 roku, w wyniku rozłamu w KZPL, odszedł z tej organizacji i dołączył do grupy, która utworzyła Kujawskie Stowarzyszenie Społeczno-Literackie. Był członkiem władz KSSL jako członek komitetu redakcyjnego jego pisma pt. Piorun oraz jedna z osób kierujących komitetem pomocy społecznej tej organizacji. Po aresztowaniu przywódcy KZPL – Eugeniusza Karola Kłosowskiego pod koniec lutego 1941 roku, wraz z innymi przywódcami KSSL  zdecydował się na ukrycie. Za Lasińskim, Piekarowiczem i Turczynowiczem, Niemcy wystawili listy gończe.
Po wojnie był dziennikarzem Polskiego Radia. W 1960 roku został przewodniczącym Oddziału Wrocławskiego Polskiego Związku Esperantystów. Na przełomie 1959/1960 roku prowadził kurs esperanta dla pracowników wrocławskiego radia.
Został pochowany na cmentarzu osobowickim we Wrocławiu.
Przełożył z języka rosyjskiego, książkę Grigorija Zinowjewicza Biesiedowskiego pt. Pamiętniki dyplomaty sowieckiego (Polski Instytut Wydawniczy, Katowice, 1929)